# Dorfkirchenbewegung

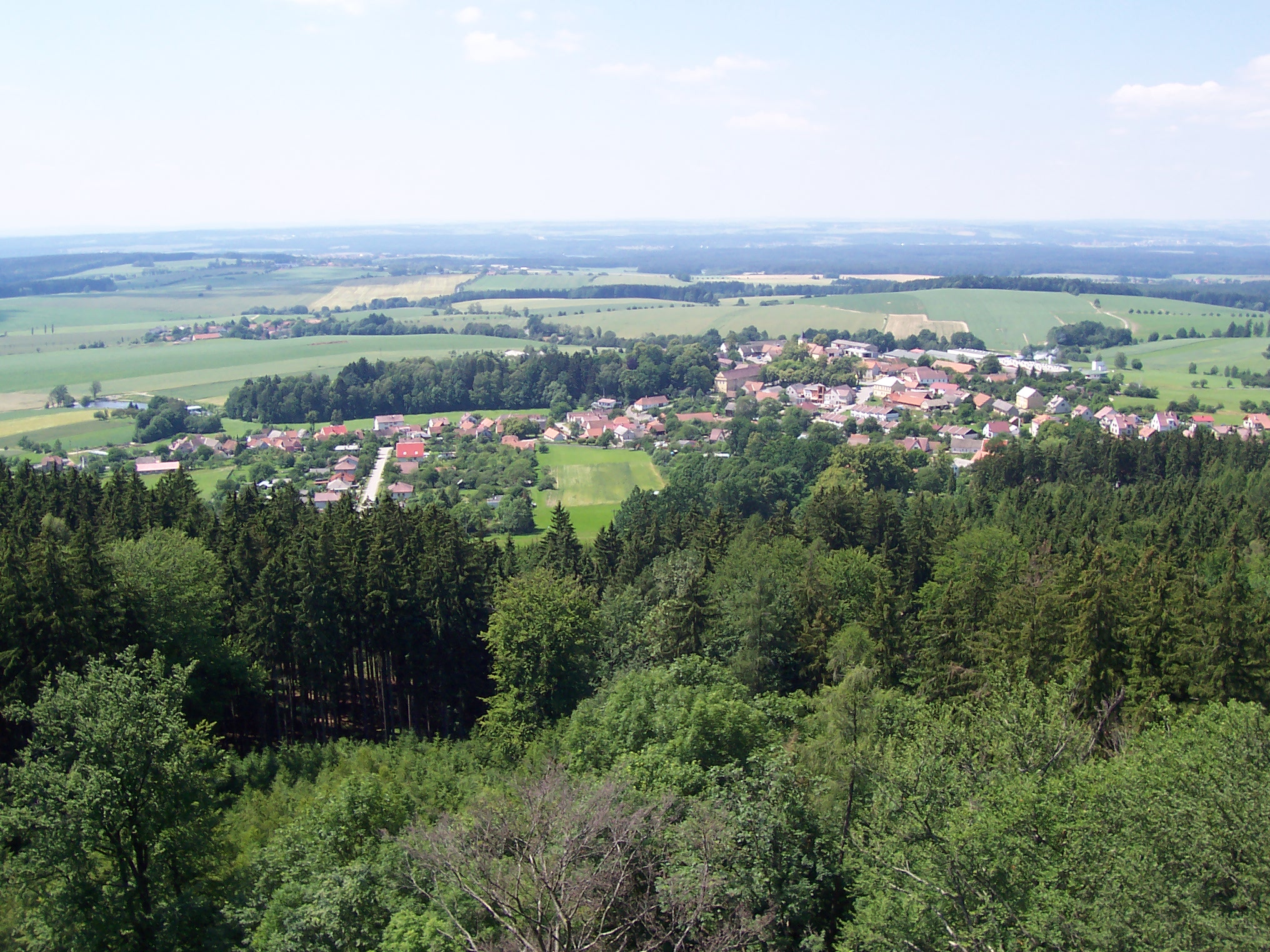
Ländlicher Raum

Die Dorfkirchenbewegung in Deutschland war eine zentrierte Kulturarbeit auf dem Lande, erst in späterer Zeit setzte sie sich auch für die religiösen und sozialen Belange des Bauernstandes ein. 
Nach dem Ersten Weltkrieg hatte sich der „Deutsche Verband für ländliche Wohlfahrts- und Heimatpflege“, unter der Leitung des Schriftstellers  Heinrich Sohnrey (1859–1948), für eine verstärkte Form der Dorfkirche eingesetzt um der Landflucht entgegenzuwirken. Einen Helfer fand er in Hans von Lüpke (1866–1934), der als Herausgeber der Zeitschrift Die Dorfkirche die führende Person der Dorfkirchenbewegung  war. Ein weiterer Förderer war der brandenburgische Baurat Georg Büttner  (1858–1914), dessen Aufgabenschwerpunkt der architektonische und bauliche Kirchenbau auf dem Lande galt.

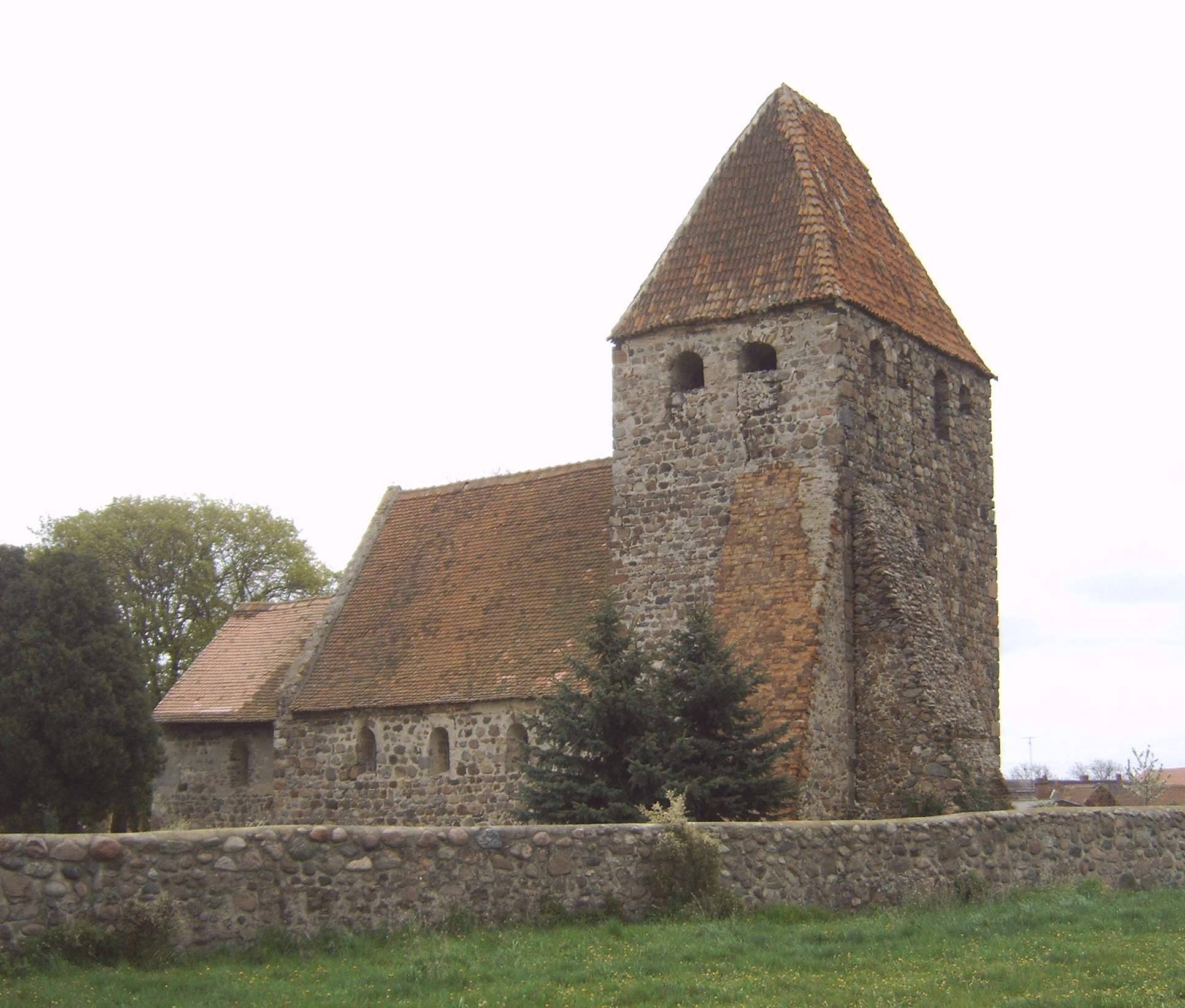
Dorfkirche Buchholz, nordwestliche Seite

## Gesellschaftliche Entwicklung
Die mittelalterliche Darstellung der Gesellschaftsordnung war in der Dreiteilung der Klassen fundamentiert. Die Kleriker hatten zu beten, der Fürst hatte zu schützen und der Bauernstand musste arbeiten. Das hatte aber auch zur Folge, dass der Bauernstand eine lebenswichtige gesellschaftliche Funktion erhielt und die Bedeutung der Dörfer festigte. Die Aufhebung der mittelalterlichen Villikation – also der bisherigen zweigeteilten Grundherrschaft, die aus dem Herrenhof und kleinen Bauernhöfen bestand – führte nun das Dorf neue Sozialformen auf dem Lande ein. Bis weit in das 19. Jahrhundert, bevor der Begriff Landflucht populär wurde, lebte der größte Teil der Menschen in Dörfern. Im Mittelpunkt dieser Wohnansammlungen standen die Wehrkirche oder die Dorfkirche. Zwischen Land und Bibel entwickelte sich eine ländliche Gesellschaftsordnung und eine bäuerliche Welt. Mit dem Zeitalter der Industrialisierung und der Entstehung neuer Arbeitsfelder, die sich an den Randgebieten der Städte angesiedelt hatten und gleichzeitig neue Arbeitsplätze und Erwerbsmöglichkeiten bot, entstand der Wegzug aus den Dörfern.

## Deutsche Dorfkirchenbewegung
So entstand Anfang des 20. Jahrhunderts die „Deutsche Dorfkirchenbewegung“. Der bekannteste Vertreter war Hans von Lüpke, der die Zeitschrift Die Dorfkirche, Illustrierte Monatsschrift zur Pflege des religiösen Lebens in heimatlicher und volkstümlicher Gestalt herausgab. Wie es schon in der Unterzeile hieß, hatte sich die Dorfkirchenbewegung zur Aufgabe gemacht, das religiöse Leben in heimatlicher und volkstümlicher Gestalt zu pflegen. Der Impuls zur Herausgabe ging vom Schriftsteller und Lehrer  Heinrich Sohnrey aus, als weiteren Verfasser von Artikeln konnte man den höheren Beamten Georg Büttner gewinnen.
Gemeinsam wurden regionale Zusammenkünfte mit Lesern abgehalten. Während die katholische Kirche ähnliche Ziele mit der „Katholischen Landvolkbewegung“ verfolgte, organisierte man sich auf der evangelischen Seite als „Deutscher Dorfkirchenverband“.  Im Jahre 1913 wurde der erste Deutsche Dorfkirchentag abgehalten. Zwischen den beiden Weltkriegen rieben sich die beiden Organisationen teilweise an den Diskussionsfolgen über die Dialektische Theologie, dem Kirchenkampf sowie dem Kulturkampf auf und waren starken Spannungen ausgesetzt. In der Weimarer Republik entstanden die ersten Landvolkshochschulen nach Vorbild Dänemarks. Im Vergleich zu den „Bewegungen“ und „Verbänden“ boten sie Bildungsprogramme für Menschen aus dem ländlichen Raum oder aus der Landwirtschaft an.

## Neubeginn
Im Angebot der kirchlich-religiösen Bewegungen begann man nach dem Zweiten Weltkrieg mit einem Wiederaufbau.
1951 startete der Neubeginn und eine Reorganisation als „Arbeitsgemeinschaft für den dorfkirchlichen Dienst innerhalb der EKD“. Die Dorfkirchentage wurden als Arbeitsgruppe in die Evangelischen Kirchentage integriert. Die Evangelisch-lutherische Landeskirche Hannovers unterhält  beispielsweise zu diesem Zweck den Kirchlichen Dienst auf dem Lande (KDL).
Die Katholische Landvolkbewegung (KLB), die parallel zur Deutschen Dorfkirchenbewegung ihre ersten Schritte unternahm, entstand  als ein Verband in der römisch-katholischen Kirche in Deutschland, der sich besonders der Belange von Christen im ländlichen Raum annimmt. Sein Gründungsjahr geht ebenfalls auf das Jahr 1951 zurück, der Verband wurde im Kloster Himmelspforten in Würzburg gegründet. Als Schutzpatron wählte man sich den heiligen Niklaus von Flüe. Die KLB versteht sich „als Anwalt für die Menschen im ländlichen Raum, sie möchte ein Sprachrohr für die religiösen, kulturellen und sozialen Anliegen sein und zur Neuordnung und Neubesinnung des Bauerntums beitragen“.